# Мос
Мос (гал. Mos, ісп. Mos) — муніципалітет в Іспанії, у складі автономної спільноти Галісія, у провінції Понтеведра. Населення — 14 650 осіб (2009).
Муніципалітет розташований на відстані близько 460 км на північний захід від Мадрида, 24 км на південь від Понтеведри.

## Демографія
Динаміка населення (INE ):

## Галерея зображень

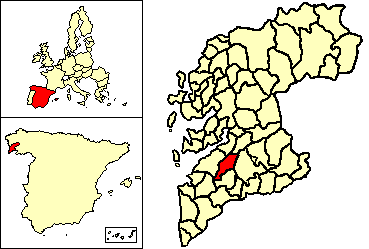
Розташування муніципалітету